# Ctirad
Ctirad je mužské křestní jméno českého původu, význam jména je „čestný, kdo má rád čest“. Podle českého kalendáře má svátek 16. ledna.

## Domácké podoby
Ctiradek, Ctišek, Ctiša, Ctík, Cirda, Cira, Ctirous

## Statistické údaje
Následující tabulka uvádí četnost jména v ČR a pořadí mezi mužskými jmény ve srovnání dvou roků, pro které jsou dostupné údaje MV ČR – lze z ní tedy vysledovat trend v užívání tohoto jména:
| Rok       | Četnost   | Pořadí   |
| 1999      | 807       | 168.     |
| 2002      | 797       | 172.     |
| Porovnání | o 10 méně | o 4 hůře |
| 2006      | 758       | 201.     |
| 2013      | 698       | 459.     |

Změna procentního zastoupení tohoto jména mezi žijícími muži v ČR (tj. procentní změna se započítáním celkového úbytku mužů v ČR za sledované tři roky 1999–2002) je −0,5 %.

## Známí nositelé jména
- v české mytologii byl Ctirad vladyka zabitý vzbouřenými dívkami v tzv. dívčí válce
- Ctirad John – český imunolog a mikrobiolog
- Ctirad Mašín – jeden ze dvou bratrů známých svým ozbrojeným odbojem proti komunistické diktatuře

## Jiné významy
- Přírodní památka Ctirad
- Ctirad – báseň Julia Zeyera